# Paquita Madriguera
Francesca Paquita Madriguera i Rodon, (Igualada, 24 septembre 1900 – Montevideo, 2 novembre 1965), est une pianiste et compositrice catalane.

## Biographie
Paquita Madriguera est née dans une maison de la rue Sant Magí, à Igualada, fille d'Enric Madriguera
Haase et de Francesca Rodón Canudas, sœur d'Enric Madriguera, également compositeur,. Vers ses trois ans, elle commence l'étude du piano sous la direction de sa mère. À Barcelone, elle prend des leçons d'abord avec Frank Marshall, qui l'a présente à Enrique Granados. Ce dernier l'a toujours présentée comme son élève de prédilection. Elle a ensuite résidé à Paris, où elle est élève d'Isidor Philipp.
À cinq ans, elle donne son premier concert lors du concours de Sant Gervasi, où elle obtient le premier prix. À onze ans, elle triomphe au Palais de la musique Catalane, dans un récital de ses propres œuvres. Après un cycle de concerts à Madrid (Salle Navas, à l'Ateneo, au Casino et au Palais royal), en 1913, elle fait ses débuts au Royal Albert Hall de Londres, dans un concert consacré à la chanteuse barcelonaisse, Maria Barrientos. Un an plus a tard elle ses rend avec l'Orfeó Català, à Paris et à Londres. En juin 1915, elle embarque pour New York, avec un contrat. Elle réside aux États-Unis entre 1915 et 1919, avec sa mère et Anaïs Nin. C'est l'époque à laquelle elle enregistre un grand nombre de rouleaux de pianola chez Aeolian and Co sur système Duo-art, aujourd'hui réédités (voir la discographie et enregistrements sur rouleaux). Elle se produit en concerts aux États-Unis et dans quelques pays d'Amérique du Sud.
Elle joue à Igualada le 26 septembre 1918, au Círculo Mercantil. À l'époque, elle avait déjà écrit trente-cinq compositions. Le 27 avril 1922 elle se marie avec l'uruguayen
Arturo Puig, député et directeur du quotidien La Democracia. Paquita Madriguera a ensuite abandonné la musique,.
Après la mort de son époux en 1933, elle reparaît plus tard à
Barcelone en tant que soliste, avec l'Orchestre Pau Casals. Elle se remarie avec le guitariste Andrés Ségovia en 1936, avec qui elle a une fille Beatriz. Ils ont successivement habité en Suisse, à Barcelone et, par cause de la Guerre Civile (sa maison a été saccagée), en Italie et enfin à
Montevideo (1937), où Paquita Madriguera a des propriétés qui lui venaient de son premier mariage. C'est dans la capitale de l'Uruguay qu'elle et Ségovia se séparent, en raison de l'infidélité de Segovia, ce dernier se rendant ensuite à New York (1943).
Mario Castelnuovo-Tedesco (1895–1968) leur a consacré la Fantaisie pour guitare et piano (1950), une composition en deux mouvements, hommage conjoint à Madriguera et à Ségovia. En 1953, sa ville natale lui rend hommage. En 2005, la mairie d'Igualada sa ville natale, lui rend hommage en nommant de son nom l'École municipale de Musique, et dans le cadre des prix de la ville d'Igualada, la municipalité crée le prix Madriguera de composition pour des jeunes orchestres. Les archives historiques de la ville conserve aussi un petit fonds Madriguera, entre 1900 et 1930.

## Œuvres
- Aleluya (1944), mélodie, musique et paroles de Paquita Madriguera. De la collection des Tres romancillos[5]
- L'aplec de l'ermita
- Atalaya, pour piano et voix
- La boda india, pour piano et voix
- El canto del grillo, pour piano et voix
- Capvespre d'estiu, pour piano et voix
- The Cuckoo
- Enyorant en Patufet, pour piano et voix (1915)
- Enyorant la meva terra, pour piano et voix
- Humorada, para guitarra
- La niña de marfil (1947), mélodie, musique et paroles de Paquita Madriguera. De la collection des Tres romancillos
- Non, non, pour piano et voix
- Pastoral, pour piano et voix
- Dansa del sàtir i les nimfes
- Caravana
- El petit regiment, pour piano et voix
- Romancillo (1944), mélodie, musique et paroles de Paquita Madriguera
- Se fue el día de mi corazón (1944), mélodie, musique et paroles de Paquita Madriguera. De la collection des Tres romancillos
- Serenade (entre 1913 i 1932), pour piano
- Serenata aragonesa, pour piano et voix
- Tres romancillos

## Enregistrement sur rouleau
- Paquita Madriguera joue Albeniz Reproduction obtenue à partir d'un piano Steinway de 1917 équipé d'un système pneumatique Duo-Art intégré